# Зетловай
Зетлова́й (рос. Зетловай) — присілок у Вавозькому районі Удмуртії, Росія.
Населення — 16 осіб (2010; 25 в 2002).
Національний склад (2002):
- удмурти — 92 %

Урбаноніми:
- вулиці — Підлісна